# Hersiliidae
Hersiliidae é  uma família de aranhas araneomorfas, parte da superfamília Eresoidea. Caracterizam-se por dimensões corporais entre os 10 e os 18 mm e por ostentarem duas fieiras proeminentes, quase tão longas como o abdómen, pelo que são conhecidas como aranhas-de-duas-caudas. A sua área de distribuição natural é ampla, incluindo toda a zona tropical e subtropical, ocorrendo em todos os continentes, excepto nas regiões mais setentrionais.
Se alimentam de pequenos insetos que pousam ou andam nos troncos onde geralamente habitam.

## Descrição
Não constroem teias fixas, camuflando-se sobre os troncos das árvores e entre a manta morta. Caçam preparando uma armadilha de seda, constituída por uma fina camada de fios sobre o ritidoma da árvores e aguardam ocultas até que uma presa se enleie, geralmente um insecto.

## Sistemática
A família Hersiliidae inclui 15 géneros:
- Deltshevia  Marusik & Fet, 2009 (Turquemenistão, Casaquistão, Uzbequistão)
- Duninia Marusik & Fet, 2009 (Turquemenistão, Irão)
- Hersilia Audouin, 1826 (África, Australásia)
- Hersiliola Thorell, 1870 (Mediterrâneo até à Ásia Central, Nigéria)
- Iviraiva Rheims & Brescovit, 2004 (América do Sul)
- Murricia  Simon, 1882 (Sul da Ásia)
- Neotama Baehr & Baehr, 1993 (Américas, sul da África, Índia)
- Ovtsharenkoia Marusik & Fet, 2009 (Ásia central)
- Prima Foord, 2008 (Madagáscar)
- Promurricia Baehr & Baehr, 1993 (Sri Lanka)
- Tama Simon, 1882 (Espanha, Portugal, Argélia)
- Tamopsis Baehr & Baehr, 1987 (Austrália, Bornéu)
- Tyrotama Foord & Dippenaar-Schoeman, 2005 (África)
- Yabisi Rheims & Brescovit, 2004 (EUA, Caraíbas)
- Ypypuera Rheims & Brescovit, 2004 (América do Sul)